# Océan Arctique
Pour les articles homonymes, voir Arctique (homonymie).
L'océan Arctique, naguère appelé océan Glacial arctique, et 
ses mers bordières s'étendent sur une surface d'environ 14 090 000 de km2. 
C'est le plus petit des ensembles océaniques : il ne représente que 2,76% de la surface totale du globe terrestre. Quant à l'océan proprement dit, il n'occupe environ que 5 200 000 km2. Il est constitué de deux profonds bassins séparés par la chaîne de Lomonossov. Chacun d'eux comporte d'autres dorsales à peu près parallèles à la principale. 
L'océan Arctique communique indirectement avec le Nord de l'océan Atlantique, recevant de grandes masses d'eau à travers la mer de Barents et le détroit de Fram (mer du Groenland). La mer des Tchouktches et le détroit de Béring lui assurent un débouché sur l'océan Pacifique.
La banquise arctique le recouvre en grande partie avec des variations saisonnières. En son centre, la banquise mesure jusqu'à 4 mètres d'épaisseur. Cette épaisseur est atteinte par le glissement de plaques de glace les unes sur les autres. On constate depuis 1979 une importante réduction de sa surface et de son albédo en raison du réchauffement climatique et d'un réchauffement régional (deux à trois fois plus rapide que dans le reste du monde pour la période 2010-2014). Ceci cause une hausse de l'absorption du rayonnement solaire par cette région du monde, ce qui pourrait accélérer le réchauffement de l'eau et la libération d'hydrates de méthane.

## Toponymie
Le nom de l'océan provient du grec ancien ἄρκτος (árktos) qui signifie ours. En effet, c'est en raison de la présence près du pôle céleste des deux constellations de la Grande Ourse et de la Petite Ourse que l'océan fut nommé ainsi. Il est toutefois remarquable que l'ours polaire vive uniquement sur la « Terre des Ours », qui désigne l'Arctique, et non en Antarctique.

## Géographie

### Définition de l'océan Arctique

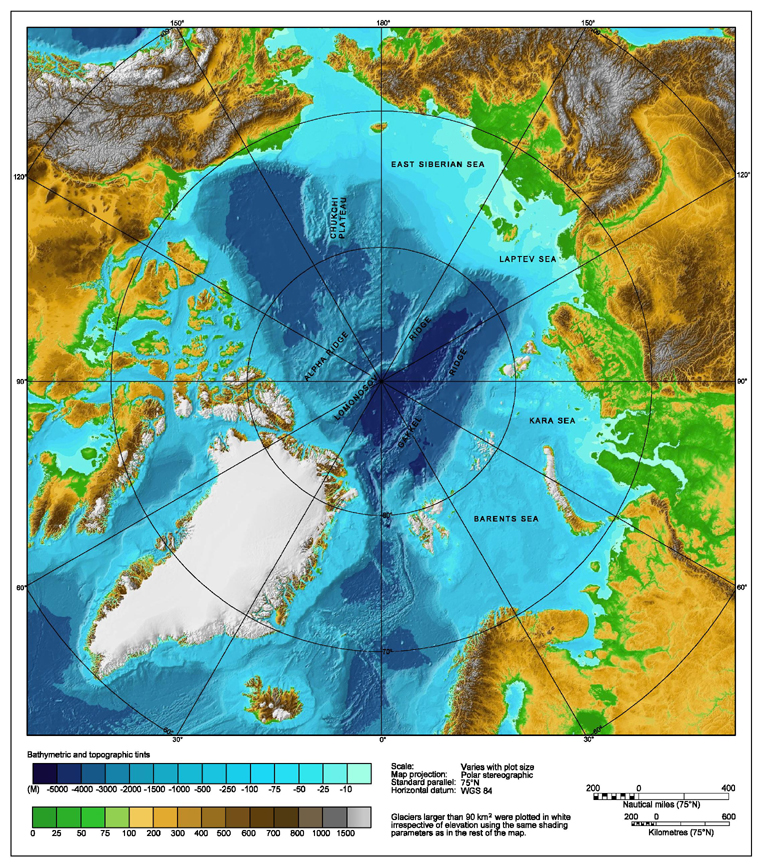
Carte bathymétrique et topographique de l'océan Arctique et des terres avoisinantes

Selon l'Organisation hydrographique internationale, l'océan Arctique est délimité de la façon suivante :
- entre le cap Morris Jesup, l'extrémité nord du Groenland (83° 38′ 59″ N, 33° 24′ 37″ O), et l'extrémité nord du Spitzberg (80° 03′ 43″ N, 16° 14′ 34″ E) : la limite nord de la mer du Groenland ;
- entre le Spitzberg occidental et Nordaustlandet : le 80e parallèle nord jusqu'à Nordaustlandet ;
- les côtes sud et est de Nordaustlandet jusqu'à son extrémité orientale, le cap Leigh Smith (80° 05′ N, 28° 00′ E) ;
- du cap Leigh Smith jusqu'au cap Kohlsaat, extrémité orientale de l'archipel François-Joseph (81° 14′ N, 65° 10′ E) : la limite nord de la mer de Barents ;
- du cap Kohlsaat au cap Arctique, extrémité nord de l'île Komsomolets (81° 13′ N, 95° 15′ E) : la limite nord de la mer de Kara ;
- du cap Arctique à l'extrémité nord de l'île Kotelny (76° 10′ N, 138° 50′ E : la limite nord de la mer des Laptev ;
- de l'extrémité nord de l'île Kotelny à l'extrémité nord de l'île Wrangel (71° 40′ N, 179° 30′ O, la limite nord de la mer de Sibérie orientale ;
- de l'extrémité nord de l'île Wrangel à la pointe Barrow, extrémité nord de l'Alaska (71° 23′ N, 156° 29′ O : la limite nord de la mer des Tchouktches ;
- de la pointe Barrow au cap Land's End sur l'île du Prince-Patrick (76° 27′ N, 121° 59′ O) : la limite nord de la mer de Beaufort ;
- la côte nord-ouest de l'île du Prince-Patrick jusqu'au cap Leopold M'Clintock, son extrémité nord (77° 33′ N, 116° 23′ O) ;
- du cap Leopold M'Clintock au cap Murray sur l'île Brock (77° 57′ N, 115° 04′ O) ;
- la côte nord-ouest de l'île Brock jusqu'à son extrémité nord (78° 05′ N, 114° 20′ O) ;
- de l'extrémité nord de l'île Brock jusqu'au cap Mackay (en) sur l'île Borden, son extrémité occidentale (78° 20′ N, 113° 18′ O) ;
- la côte nord-ouest de l'île Borden jusqu'au cap Malloch (78° 46′ N, 110° 24′ O ;
- du cap Malloch au cap Isachsen sur l'île Ellef Ringnes (79° 20′ N, 105° 24′ O) ;
- du cap Isachsen jusqu'à l'extrémité nord-ouest de l'île Meighen (80° 05′ N, 100° 10′ O) ;
- depuis ce point de l'île Meighen au cap Stallworthy sur l'île Axel Heiberg, son point le plus septentrional (81° 23′ N, 93° 33′ O) ;
- du cap Stallworthy au cap Colgate sur l'île d'Ellesmere, son extrémité occidentale (81° 37′ N, 91° 55′ O) ;
- la côte nord de l'île d'Ellesmere jusqu'au cap Columbia, son extrémité nord (83° 05′ N, 70° 21′ O) ;
- du cap Columbia au cap Morris Jesup : la limite nord de la mer de Lincoln.

### Les mers bordières
Selon l’Organisation hydrographique internationale, les mers ci-dessous sont des mers bordières de l'océan Arctique :
- mer du Groenland
- mer de Norvège
- mer de Barents
- mer Blanche
- mer de Kara
- mer des Laptev
- mer de Sibérie orientale
- mer des Tchouktches
- mer de Beaufort
- passage du Nord-Ouest
  - détroit d'Hudson
- baie d'Hudson
- baie de Baffin
- détroit de Davis

### Relief sous-marin et littoral

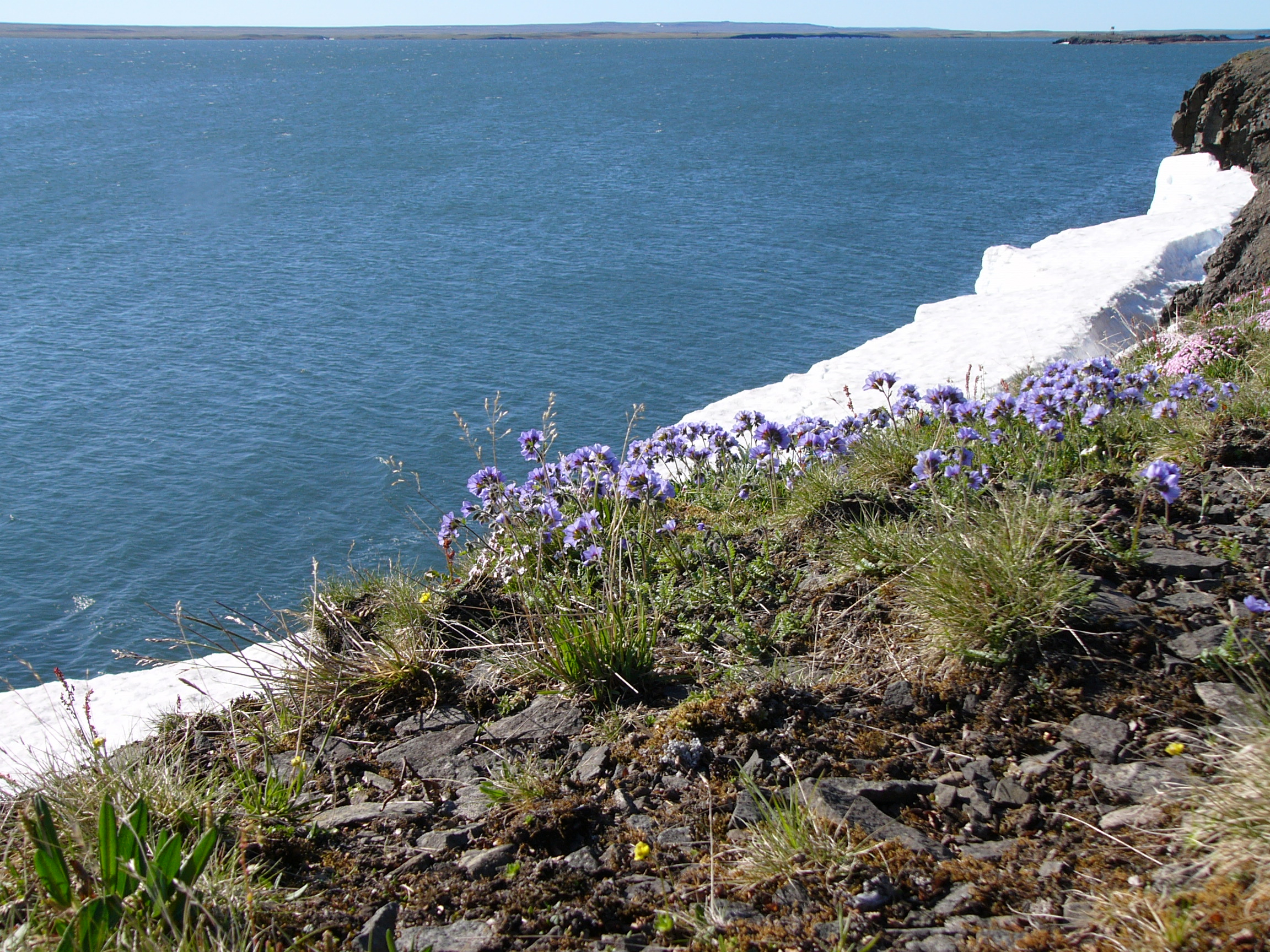
Fonte des neiges et végétation estivale en Nouvelle-Zemble, 17 juillet 2004.

D'une profondeur moyenne de 1 038 mètres, l'océan Arctique atteint une profondeur maximale d'environ 4 000 mètres.

Delta du fleuve Mackenzie pendant la débâcle, 23 mai 2016.

Le long de l'Arctique sibérien, les eaux sont relativement peu profondes, ne dépassant guère 200 m. Pendant les glaciations quaternaires, jusqu'à une époque récente, une épaisse couche de glace permanente recouvrait le sol. Le relief sous-marin est accidenté en mer de Kara, plus plat, hormis quelques failles, dans la partie orientale. Le littoral est arasé, bas et peu découpé, sauf dans les régions montagneuses de la Nouvelle-Zemble, la péninsule de Taïmyr, la terre du Nord et la péninsule Tchouktche. Pendant l'été, la côte est couverte par une mince couche brun-vert de végétation de toundra ; pendant l'hiver, elle est entièrement enneigée sauf des zones de roches noires. Du côté nord-américain, les côtes de l'Alaska, de la terre de Baffin et du Groenland sont découpées en fjords. 
L'océan Arctique reçoit plusieurs fleuves importants venus d'Eurasie et d'Amérique du Nord : leur régime hydrologique et leurs sédiments jouent un grand rôle dans l'écosystème arctique. Leur apport annuel en eau douce est estimé à 2 603 km3 (y compris le Yukon qui a son embouchure légèrement au sud du détroit de Béring mais interagit avec l'écosystème arctique), légèrement supérieur à celui des précipitations évalué à 2 375 km3. Bien que la sédimentation fluviale soit limitée à quelques mois de l'année, elle est particulièrement intense pendant la débâcle du fait des plaques de glace flottante qui arrachent aux rives des quantités de débris minéraux : l'érosion peut atteindre 20 m par an sur les rives des mers des Laptev, de Sibérie orientale et de Beaufort. Elle est accentuée par le réchauffement climatique qui entraîne la dislocation du pergélisol. Les fleuves charrient aussi des bois flottés qui, jusqu'à une époque récente, constituaient la seule ressource en bois des populations arctiques.

## Climat

Répartition des masses d'eau principales dans l'océan Arctique. La vue en coupe montre une section verticale allant du détroit de Béring au pôle Nord jusqu'au détroit de Fram. Comme la stratification est stable, les masses d'eau plus profondes sont plus denses que les couches supérieures.

### Climat actuel
Le climat polaire est caractérisé par le froid persistant et de faibles variations annuelles de températures ; l'hiver est caractérisé par l'obscurité continue, les conditions froides et stables, et un ciel dégagé ; l'été est caractérisé par la lumière du jour continue, l'humidité importante, le temps brumeux et les cyclones faibles avec pluie ou neige.
Les températures hivernales sont proches de −50 °C du fait des forts vents provenant de Sibérie (Russie) ; tandis qu'en été elles peuvent dépasser 0 °C.

### Histoire du climat
Selon des études effectuées par des spécialistes de l'université d'Oxford (Grande-Bretagne) et du Royal Netherlands Institute for Sea Research (NIOZ), l'océan Arctique jouissait, il y a 70 millions d'années, de températures proches de 15 °C, semblables à celles de la mer Méditerranée ; et de températures de 20 °C, il y a 20 millions d'années.
Les chercheurs sont arrivés à cette conclusion après avoir étudié des matériaux organiques trouvés dans les boues d'îlots de glace de l'océan Arctique. Bien qu'on ne connaisse pas les raisons de telles températures, on présume qu'elles provenaient d'un effet de serre provoqué par la forte concentration du dioxyde de carbone dans l'atmosphère. Cette conclusion est confirmée par des scientifiques de l'université du Michigan (États-Unis), qui affirment que les taux de dioxyde de carbone, il y a quelques millions d'années, étaient de trois à six fois supérieurs à la teneur actuelle.
On sait que l'épaisseur de la couche de glace de l'océan Arctique a fortement diminué durant les cinquante dernières années. Pendant l’été 2012, la glace ne couvre que 3,4 millions de kilomètres carrés, soit le plus bas niveau jamais constaté. Cette superficie de glace est inférieure de 18 % au minimum enregistré en 2007 et 50 % inférieure à la moyenne des années 1980.
De plus, les résultats indiquent que cette évolution va se poursuivre, la fonte des glaces étant plus rapide que ce qu'avait prévu le rapport du Groupe d'experts intergouvernemental sur l'évolution du climat (GIEC). Alors que de nombreux scientifiques pensaient que la glace de l'Arctique disparaîtrait totalement à l'horizon 2100, les prévisions plus actuelles placent plutôt cet événement à 2035. Les conséquences sont sérieuses sur l'équilibre écologique de la région et pour l'habitat de certaines espèces, comme l'ours polaire qui a besoin d'une banquise pour survivre et chasser ses proies.

### Évolution future et réchauffement climatique

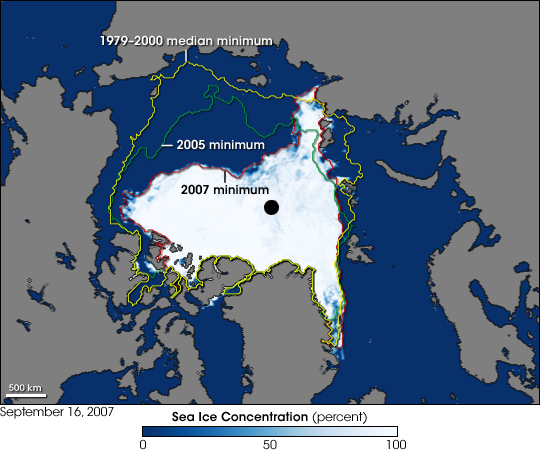
En 2005 et 2007 ont été atteints les records de minimum de l'étendue de la banquise arctique.

Des chercheurs prévoient que dans moins de 50 ans, l'océan Arctique sera parfaitement navigable pendant l'été. En effet, la couche de glace qui recouvre cette masse océanique devient chaque année plus mince, du fait de la durée des fortes chaleurs de plus en plus longue. Un bouleversement des écosystèmes et le risque d'apparition de maladies émergentes (dont parasitoses et zoonoses pouvant à la fois toucher les animaux et les hommes) sont attendus,. Les chercheurs invitent les populations et décideurs à s'y préparer.

#### Réchauffement climatique

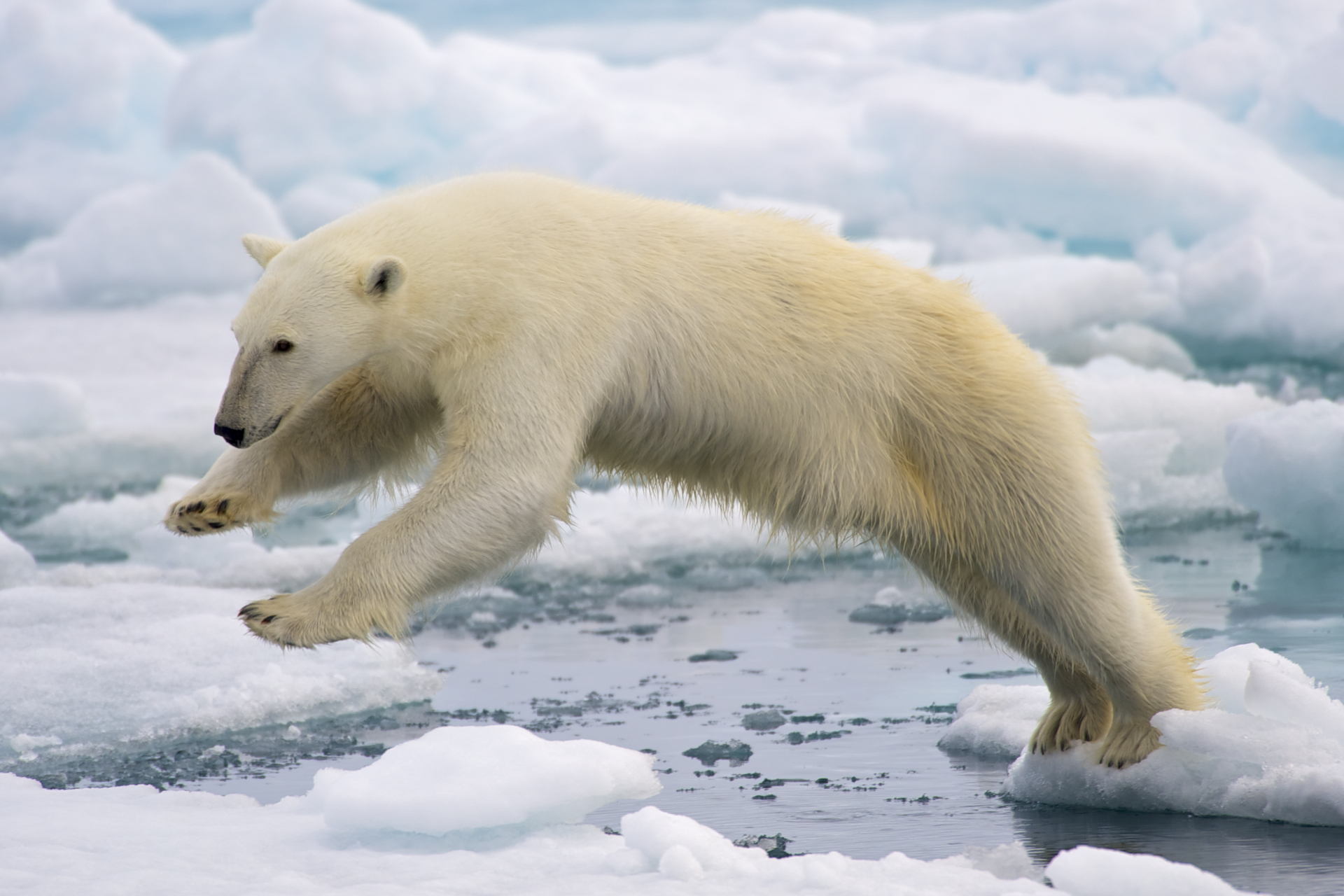
Un ours polaire bondissant entre deux blocs de glace de la banquise fondante, sur l'île de Spitzberg, dans l'archipel norvégien de Svalbard.

Des observations par satellite montrent que ces banquises perdent de la superficie dans l'océan Arctique. Par ailleurs, un amincissement de ces banquises, en particulier autour du pôle Nord, a été observé.
L'âge moyen des glaces, sur la période 1988-2005, est passé de plus de six ans à moins de trois ans.
La réduction de l'étendue moyenne de la banquise arctique depuis 1978 est de l'ordre de 2,7 % par décennie (plus ou moins 0,6 %), son étendue minimale en fin d'été diminuant de 7,4 % par décennie (plus ou moins 2,4 %).
Le réchauffement dans cette région est de l'ordre de 2,5 °C (au lieu de 0,7 °C en moyenne sur la planète), et l'épaisseur moyenne des glaces a perdu 40 % de sa valeur entre les périodes 1958-1976 et 1993-1997.
L'an 2007 marque un minimum de la banquise en été. Cette année-là, les observations satellitaires constatent une accélération de la fonte de la banquise arctique, avec une perte de 20 % de la surface de la banquise d'été en un an.
Les observations menées pendant l'expédition Tara, une initiative privée sous l'égide du programme européen Damoclès (Developping Arctic Modelling and Observing Capabillities for Long-term Environmental Studies) de septembre 2006 à décembre 2007, indiquent que les modifications entamées dans l'océan Arctique sont profondes et irréversibles. Par ailleurs, le Groenland a vu ses glaciers se réduire de 230 à 80 milliards de tonnes par an de 2003 à 2005, ce qui contribuerait à 10 % des 3 mm actuels d'élévation annuelle du niveau des mers.
La disparition de la banquise en été diminue l'albédo de l'Arctique, renforçant le réchauffement de l'océan Arctique pendant cette saison. Une partie de la chaleur accumulée est transmise à l'atmosphère pendant l'hiver, modifiant la circulation des vents polaires. Ces changements entraîneraient des incursions d'air arctique aux latitudes moyennes expliquant les épisodes hivernaux rudes ayant touché les États-Unis ou l'Europe pendant les hivers 2010 à 2012. Cependant, les statistiques sur ces phénomènes sont encore trop récentes pour tirer une conclusion définitive.
Dans le Guardian, du 17 septembre 2012, Peter Wadhams, directeur du département de physique de l'océan polaire à l'université de Cambridge, en Angleterre, affirme que la banquise arctique pourrait avoir totalement disparu en été d'ici 2016.

#### Fonte du pergélisol
On observe un réchauffement et une fonte partielle du pergélisol arctique. Entre un tiers et la moitié du pergélisol de l'Alaska n'est plus qu'à un degré de la température de dégel. En Sibérie, des lacs issus de la fonte du pergélisol se forment, provoquant des dégagements importants de méthane. Le dégagement de méthane est de l'ordre de 14 à 35 millions de tonnes par an sur l'ensemble des lacs arctiques. L'analyse au carbone 14 de ce méthane prouve que celui-ci était gelé depuis des milliers d'années.

## Faune et flore

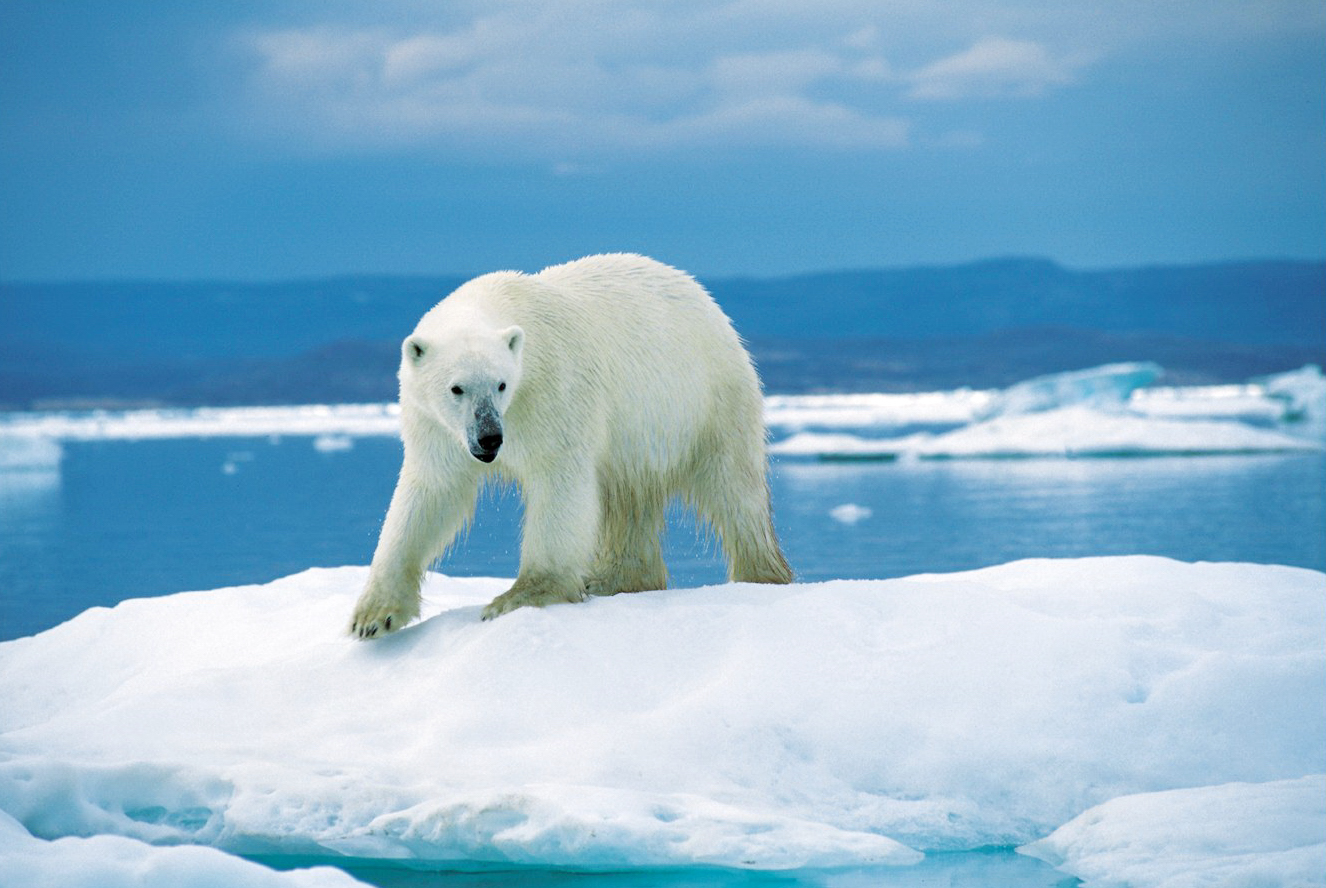
Ours blanc sur un banc de glace de Wager Bay (parc national d'Ukkusiksalik, Nunavut, Canada)

Il existe environ 400 espèces animales dans l'Arctique. Parmi les plus connues l'ours blanc ou polaire, le plus grand carnivore dans cette zone. Il peut avoir une masse de 800 kg. Bien qu'il se nourrisse de phoques et de poissons, il lui arrive en cas de mauvaise chasse de les remplacer par des mousses et des lichens.
Six espèces de phoque vivent dans cet océan, bien que leur nombre ait diminué depuis le XIXe siècle du fait de la chasse intensive à laquelle l'a soumis l'Homme, chasse qui a pour but de récupérer la peau et la graisse de l'animal. Un autre habitant typique de la zone est la baleine, également menacée et qui, actuellement, est protégée de la chasse.
On trouve aussi un habitant plus discret, le krill, qui joue un rôle important dans la chaîne alimentaire.
Les animaux et les végétaux de l'Arctique sont, par leur physique et leur comportement, adaptés aux conditions particulières des régions au nord du cercle Arctique (66° 32′ Nord). La courte saison de croissance est certainement le facteur le plus contraignant pour la faune et la flore arctiques, limitées par la température, la lumière et la calotte glaciaire. La productivité marine au pôle est plus ou moins importante selon les années, les saisons et la proximité au pôle, ainsi la croissance de la biomasse ne dépasse pas 100 mgC/m2/jour au centre du bassin polaire, elle est de deux à cinq fois moins importante que dans la zone ouverte de l'océan Arctique. La présence de la vie sous cette partie de la banquise n'est pas plus importante qu'en haute mer ; la production primaire mesurée en Méditerranée occidentale est équivalente, contrairement aux zones de très haute production comme les côtes froides du Pérou où la biomasse est cent fois plus productive.

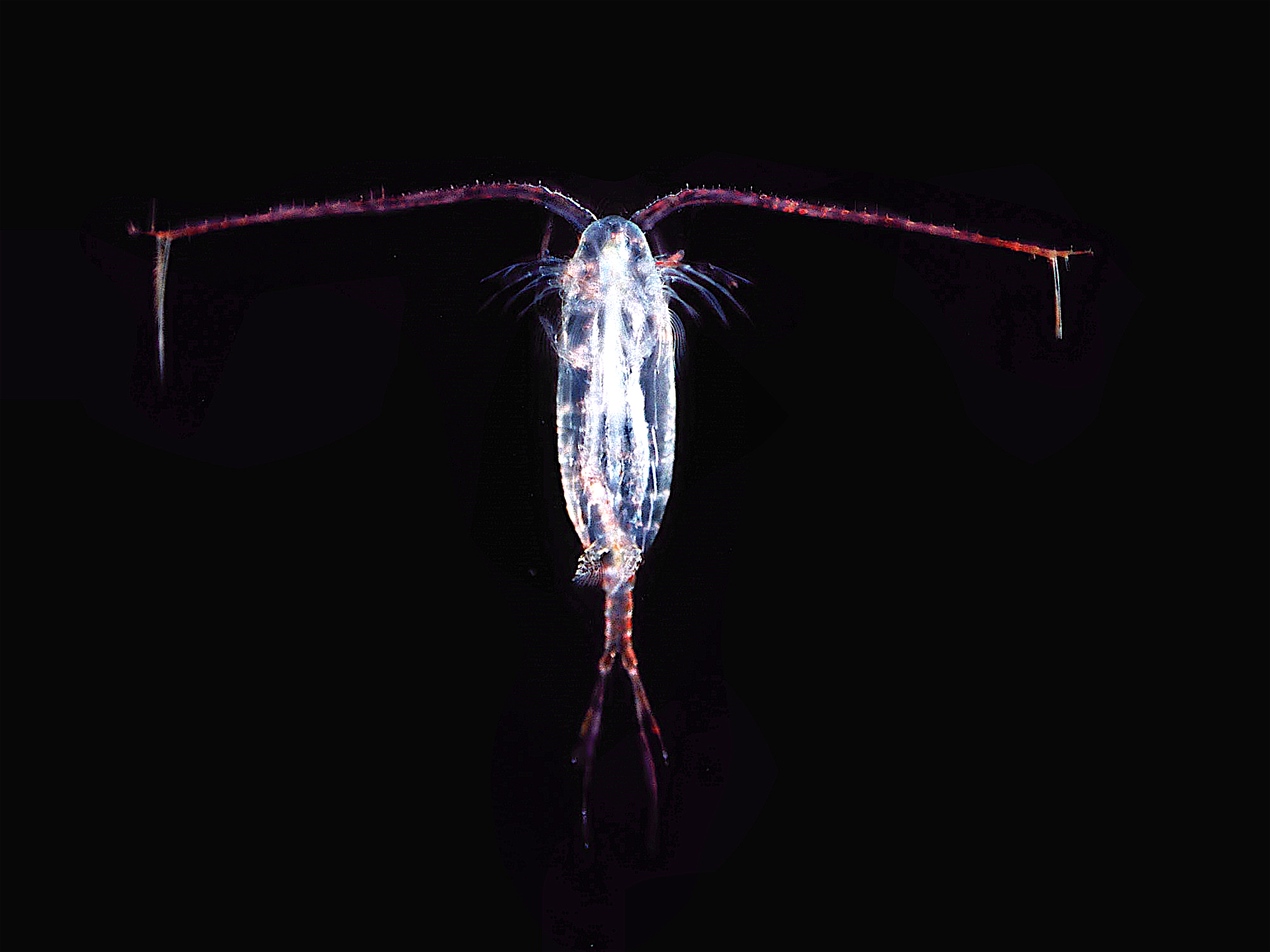
Le copépode se nourrit du phytoplancton sous la calotte glaciaire.

Cette biomasse arctique est principalement constituée de zooplancton tel que les amphipodes benthiques se nourrissant du phytoplancton (dinoflagellés et diatomées) qui poussent dans les couches inférieures et sous la surface submergée de la glace flottante. Même durant l'hiver austral, certaines algues peuvent continuer leur processus de photosynthèse en profitant des très faibles lueurs de la nuit polaire. Cette production attire les poissons, les cétacés et les phoques durant l'été austral, parfois même à proximité du pôle. Les récits témoignant d'une présence animale autour du pôle Nord demeurent tout de même anecdotiques, mais on observe une importante perturbation de la productivité causée par le réchauffement climatique. En effet, on peut observer plus de 275 espèces de plantes et d'animaux se rapprochant du pôle durant l'été austral en raison du réchauffement. La dirette de parin, une espèce des grandes profondeurs des régions tropicales, a ainsi été retrouvée à plusieurs reprises à proximité du Svalbard au début du XXIe siècle. 
La pêche halieutique autour de cette zone est favorisée tandis que la mégafaune est défavorisée. L'ours blanc se déplace rarement au-delà de 82° de latitude Nord, en raison de la rareté de la nourriture, bien que des traces soient parfois observées près du pôle Nord. Une expédition en 2006 a signalé avoir observé un ours blanc à un peu plus d'un kilomètre du pôle. Le phoque annelé a également été observé près du pôle, et un renard polaire a été vu à moins de 60 kilomètres, à 89° 40′ Nord.
Parmi les oiseaux observés près du pôle, plusieurs espèces ont été signalées : des bruants des neiges, des fulmars boréaux et des mouettes tridactyles, bien que certaines observations puissent être faussées par le fait que les oiseaux ont tendance à suivre les navires et les expéditions. Des poissons ont été vus dans les eaux au pôle Nord, mais ils sont probablement peu nombreux. Bien que certaines espèces puissent comporter un grand nombre d'individus, le froid polaire ralentit leur métabolisme et elles peuvent mettre jusqu'à deux ans en eau polaire avant d'atteindre leur maturité sexuelle.
La pollution des eaux arctiques a également un impact important sur la natalité via la chaîne alimentaire du cercle polaire. Certains métaux lourds tels que le zinc, le cadmium, le mercure et le sélénium sont concentrés dans l'océan Arctique par les courants marins provenant des océans Atlantique et Pacifique. Les polluants bioaccumulés dans le métabolisme d'un individu augmentent avec l'absorption des niveaux inférieurs du réseau alimentaire océanique. Ainsi, des contaminants peuvent être présents en quantité infime dans le zooplancton, mais on observe des taux anormalement concentrés dans le métabolisme des espèces superprédatrices comme les oiseaux de mer, les phoques, les ours et même à l'extrémité de la chaîne, chez les humains. Des prélèvements de sang de cordon des nouveau-nés inuits révèlent un taux de polychlorobiphényles quatre fois plus grand et un taux de mercure quinze à vingt fois plus élevé que chez les bébés nés plus au sud. Ces polluants présents dans les métabolismes ont un impact sur le taux de natalité, et peuvent provoquer des déficits de neurotransmission et divers problèmes cognitifs.
L'écosystème de l'océan Arctique est un des plus vulnérables de la planète, de plus en plus fragilisé par la fonte des glaces qui entraîne une hausse des activités industrielles causant une forte pollution. L'océan Arctique est aussi un grand vivier de poissons pour les populations indigènes qui s'en nourrissent et dont la santé est au premier chef menacée par cette pollution. De plus, une forte contamination radioactive est enregistrée dans la région et constitue une des principales préoccupations pour l’environnement. Mais la radioactivité n'est pas que dans l'eau, elle est aussi incrustée dans les glaces, et la fonte de la banquise arctique ainsi que le dégel du pergélisol risquent de libérer ces substances radioactives dans les écosystèmes.

## Développement

### Voies maritimes

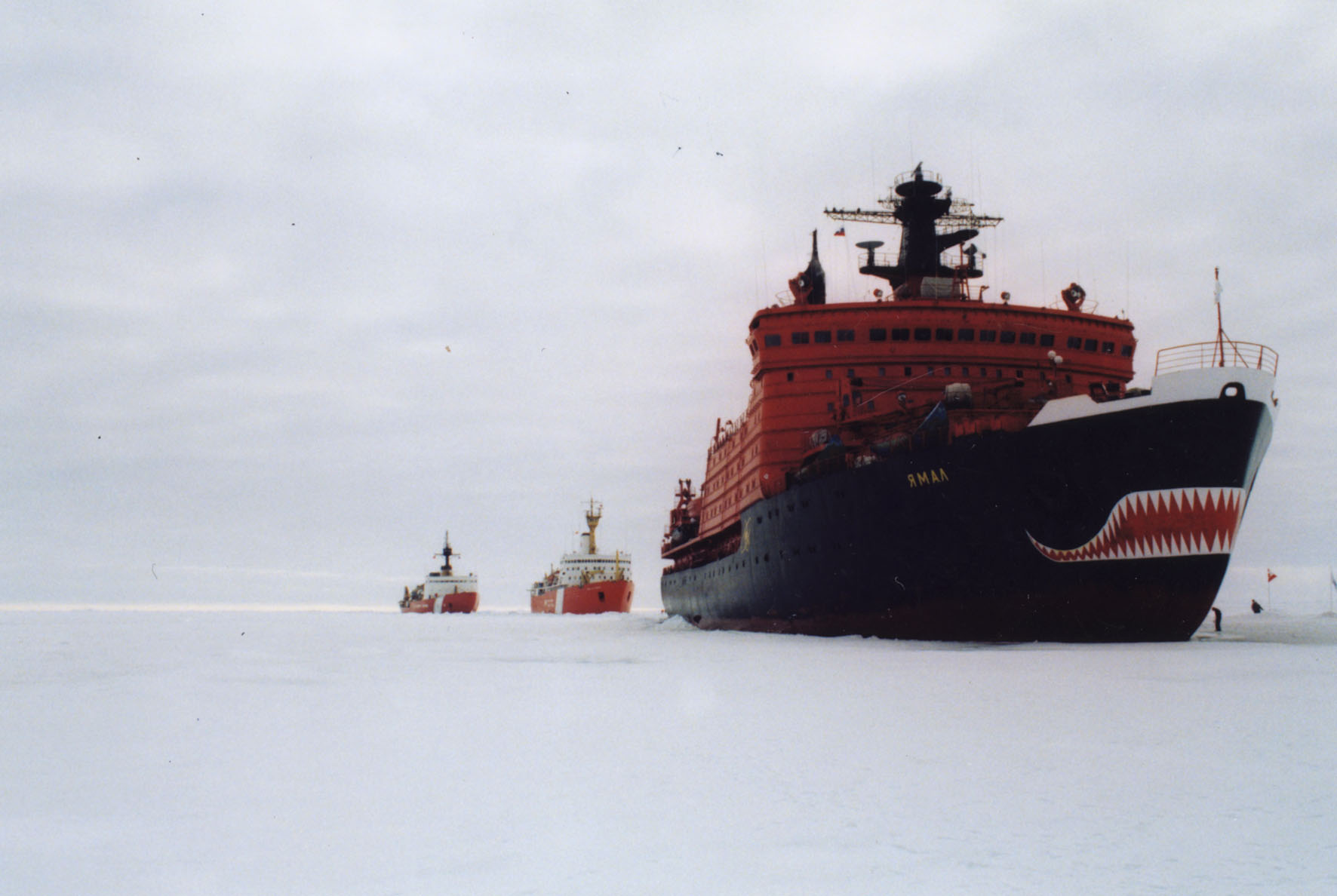
Trois brise-glaces, le Yamal russe à propulsion nucléaire en tête, suivi d'homologues canadiens et des États-Unis, se sont donné rendez-vous le 1 août 1994 pour tracer une route dans l'océan Arctique occidental.

Les premières explorations destinées à la recherche de voies maritimes en Arctique remontent à 1539 pour le passage du passage du Nord-Ouest au nord du Canada et du Groenland. Elles sont plus tardives mais plus prometteuses pour le passage du Nord-Est, désormais connu sous le nom de route maritime du nord, au nord de la Russie.
La Russie dispose d’une flotte de brise-glaces, dont plusieurs à propulsion nucléaire permettant d’augmenter la période de navigabilité de la route maritime du nord et donc permettant d’envisager une réduction des temps de trajets par rapport au passage par le canal de Suez ou le cap de Bonne-Espérance.

### Pêche
La pêche hauturière est pratiquée par les pays européens dans les eaux arctiques. Ce sont 2,3 millions de tonnes de poissons qui sont pêchées chaque année par les pays européens, principalement l’Islande, la Norvège, le Danemark et la Russie. Mais grâce à la fonte des glaces, la pêche est susceptible d’augmenter de façon considérable, car l’on constate actuellement un déplacement vers le nord d’espèces de poissons habituellement observées en Atlantique et Pacifique. Une étude prévoit une possible hausse de 30 à 70 % des captures de poissons dans les hautes latitudes, y compris l'Arctique, d'ici 2055. Les espèces de poissons de l’Arctique seront donc inévitablement touchées par cette pêche.

### Tourisme

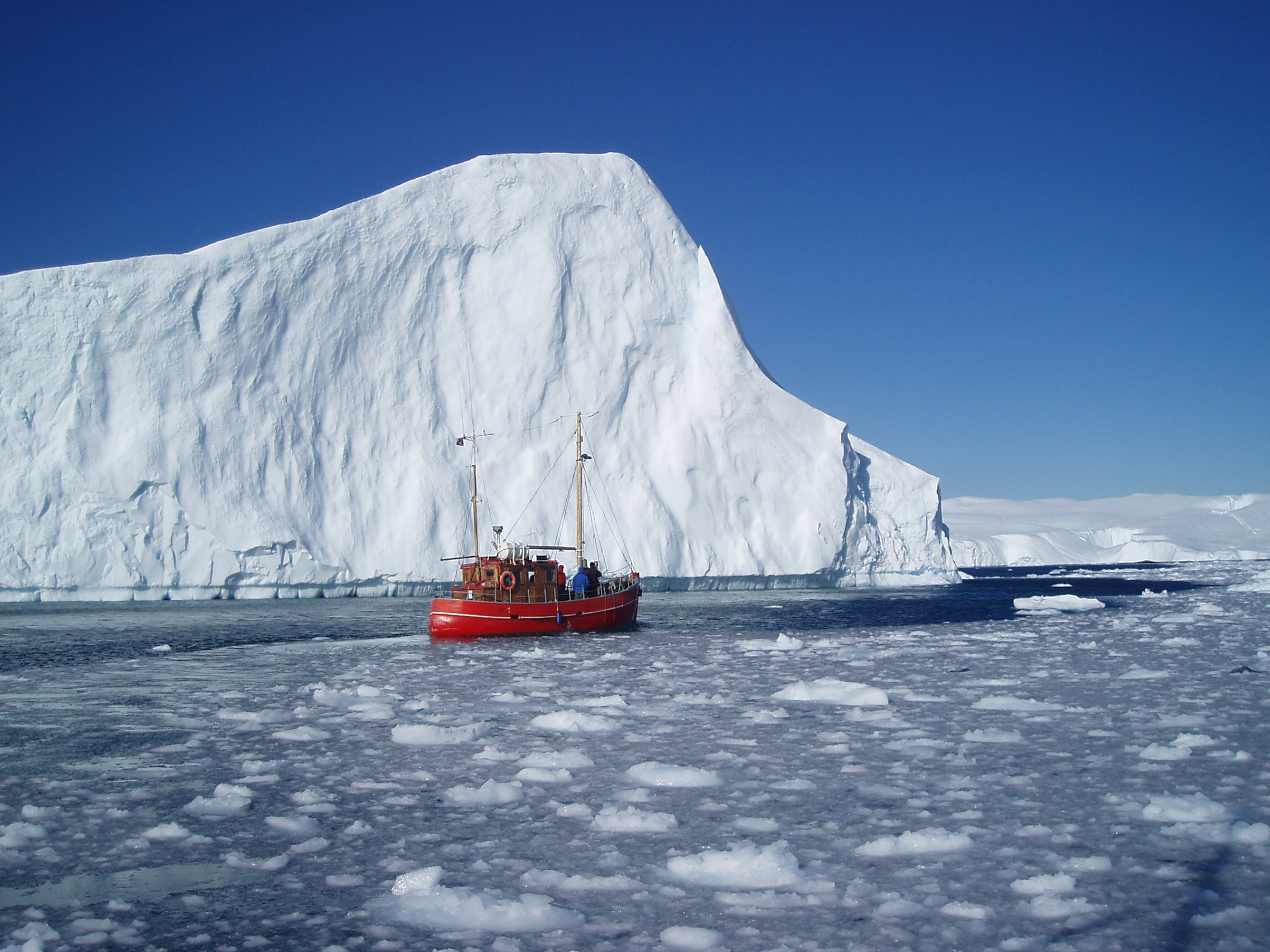
Visite touristique de l'océan Arctique sur un bateau groenlandais.

Le développement du tourisme devient une préoccupation majeure pour l’équilibre de cet environnement fragile. Depuis la fin de la guerre froide, le tourisme est en pleine croissance dans les régions arctiques. Avec la fonte des glaces, certaines zones deviennent encore plus accessibles. Des croisières sont organisées pour permettre aux touristes de découvrir le Grand Nord. Au Canada et en Alaska, le nombre de touristes a doublé durant les années 1990. En Islande, il a triplé entre 1970 et 1995, passant de 50 000 à 165 000. Au Spitsberg, il a augmenté de 12 % par an, pour atteindre aujourd’hui plus de 30 000 visiteurs. Enfin, l’Arctique sibérien s’ouvre progressivement aux touristes avec quelques voyages à bord de brise-glaces. En Arctique, le nombre de touristes est passé d’environ 1 million au début des années 1990 à plus de 1,5 million en 2007. Il existe de réelles préoccupations en ce qui concerne les sols, la faune et la flore, l’eau et d’autres besoins élémentaires. Le piétinement de la végétation entraîne une érosion des sols et une dégradation du permafrost. Ainsi, au Spitzberg, le site de la baie de la Madeleine a été interdit d’accès (jusqu’à 20 000 touristes y étaient débarqués chaque année) car près d’un hectare de fragile toundra a été dégradé par le piétinement.
D’autres problèmes se font jour tel le problème de la gestion des déchets en l’absence de centre de recyclage ou l’émission de matières polluantes avec l’usage grandissant des motos-neige. Mais les inquiétudes concernent aussi les pollutions locales : le nombre de touristes ayant largement dépassé celui des populations hôtes, le maintien des pratiques culturelles locales est en danger ce qui pourrait porter préjudice à ces populations.
Il existe de réelles préoccupations quant à la dégradation environnementale en milieu polaire (surtout en Arctique) liée à l'industrie touristique en pleine expansion, particulièrement en ce qui concerne les terres, la faune et la flore, l'eau et d'autres besoins élémentaires.

## Problèmes environnementaux

### Fonte des glaces
À cause du réchauffement climatique, la fonte des glaces en été de la banquise arctique s'accentue depuis plusieurs décennies et se constate dès 1979, date à laquelle l'on connait précisément sa superficie. Une des conséquences est l'ouverture de nouvelles voies maritimes. Ces nouvelles routes du Nord-Ouest et du Nord-Est entre le Japon, la Russie, l’Europe et l’Amérique du Nord représentent un risque additionnel pour l'environnement de cette région si le trafic devait se densifier.

### Pollution industrielle et mondiale
Les perturbations liées à la pollution industrielle sont principalement dues à l’exploitation des ressources énergétiques, au transport maritime et à la pêche intensive. En effet, la fonte des glaces laisse un accès plus facile aux ressources naturelles comme le gaz, les hydrocarbures et les minéraux, ce qui aggrave la disparition de la faune et la flore. L’océan Arctique devient un lieu d’exploitation prisé, puisque 30 % des ressources mondiales non découvertes se trouvent en Arctique.
On observe aussi une grave détérioration de l'état des eaux côtières. Chaque année, environ 10 millions de mètres cubes d'eau non traitée sont déversés dans les eaux de l’océan Arctique. Ces eaux usées provenant d'entreprises industrielles contiennent des substances chimiques toxiques comme du pétrole, du phénol, des composés de métaux lourds, de l'azote et d'autres substances.
Des débris plastiques de provenance mondiale, et notamment d'Europe de l'Ouest et des États-Unis, polluent l'ensemble des océans, dont l’océan Arctique. Les chercheurs y estiment la quantité totale de fragments flottant en surface entre 100 tonnes et 1 200 tonnes.

### Pollution nucléaire

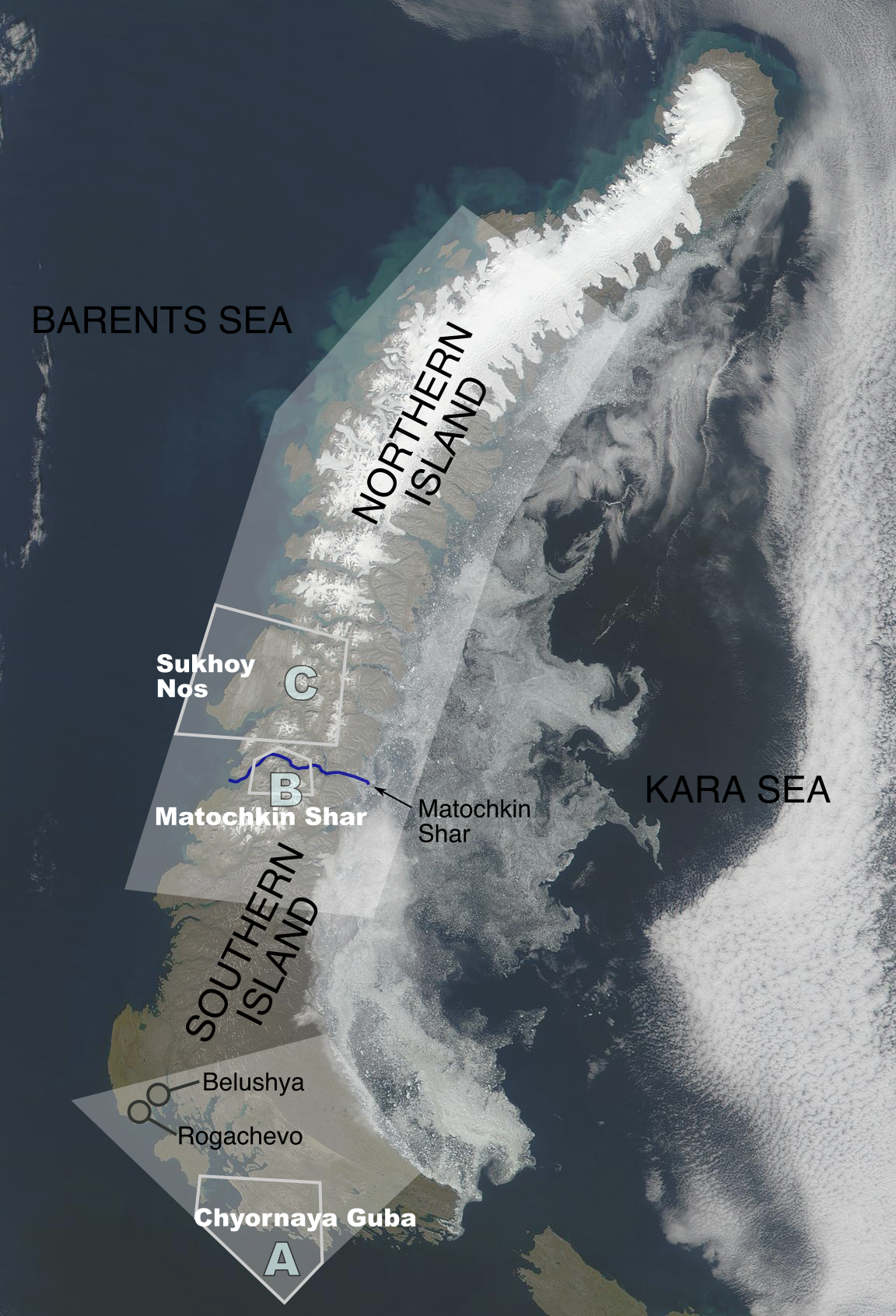
Les sites d'essais nucléaires en Nouvelle-Zemble.

Il y a plusieurs menaces de contamination radioactive dans l'océan Arctique. Le climat polaire qui sévit dans la région étant peu accueillant, il préserve le lieu des regards indiscrets. C'est pourquoi la Nouvelle-Zemble a été choisie par le gouvernement russe pour accueillir des essais nucléaires pendant la guerre froide, mais également pour y stocker des déchets radioactifs.

#### Causes militaires
Entre 1954 et 1990, l'océan Arctique accueille aussi des sites de tests nucléaires. En 1955, la Nouvelle-Zemble a été vidée de sa population pour accueillir les expérimentations de l'URSS qui transforme ce lieu en polygone de tir lors de la course aux armements nucléaires de la guerre froide. Pendant cette période, plus de 200 explosions nucléaires ont été réalisées, équivalant à 100 fois l'ensemble des explosifs utilisés pendant la Seconde Guerre mondiale. Lancé le 30 octobre 1961 au-dessus de l'archipel, le test le plus puissant effectué dans cette zone est celui de la Tsar Bomba, d’une puissance d’environ 57 mégatonnes. C'est la bombe la plus puissante ayant jamais explosé.
Entre 1988 et 1989, à la suite du glasnost, les essais ont été révélés au monde. Déposé le 5 février 2001, un rapport commun de l'Assemblée nationale et du Sénat français atteste que les essais nucléaires atmosphériques de Nouvelle-Zemble se chiffrent au nombre de 91 et représentent une puissance totale de 239,6 mégatonnes, soit 97 % de la puissance des essais atmosphériques soviétiques et près de 55 % de la puissance dégagée par la totalité des essais atmosphériques mondiaux (440 Mt).
Ces nombreuses activités militaires ont créé une importante pollution radioactive. On y trouve surtout de grandes quantités de Strontium 90 et de Césium 137, mesurés en Sibérie et en Carélie. Aujourd’hui encore, la dose de césium est dix fois plus élevée que la norme dans ces régions.
Le 21 janvier 1968, un accident aérien impliquant un bombardier B-52 de l'United States Air Force (USAF) se produit près de la base aérienne de Thulé sur le territoire danois du Groenland. L'appareil transporte quatre bombes à hydrogène et s'écrase sur la banquise arctique dans la baie North Star au Groenland, ce qui déclenche la détonation des explosifs conventionnels à bord, la rupture et la dispersion des charges nucléaires, et donc une contamination radioactive. La neige contaminée est envoyée aux États-Unis.

#### Stockage de déchets radioactifs
Dans les années 1960, au nord de la péninsule de Kola, l'Union soviétique avait installé trois piscines de stockage des combustibles usés provenant de sous-marins et de brise-glaces nucléaires. Des fuites se sont produites dans deux d'entre elles, provoquant une très forte contamination. Depuis, des entreposages à sec de 22 000 assemblages de combustibles ont été aménagés, mais dans des conditions très précaires.
Entrée en vigueur le 30 août 1975, la convention de Londres sur les déchets nucléaires interdit tout dépôt de déchets de ce type dans l’océan. Pourtant, en 1982, la Russie, signataire de cette convention, a immergé le sous-marin nucléaire K-27. Ce dernier gît par 33 mètres de fond au large de la Nouvelle-Zemble. S’ajoutent à cela entre 11 000 et 17 000 conteneurs de déchets radioactifs, 15 réacteurs qui appartenaient à des sous-marins nucléaires et au brise-glace Lénine, et 5 autres réacteurs officiellement immergés,. De plus, plusieurs autres sous-marins nucléaires gisent dans la mer de Kara et la mer de Barents, tels le K-278 Komsomolets (1989), le K-141 Koursk (2000), et le K-159 (2003).
Selon les autorités russes, le niveau d’activité global des produits immergés dans la mer de Kara est de 2 à 3 milliards de gigabecquerels (soit environ 0,1 milliard de curies). En revanche, l’état exact de confinement et le type de contrôle effectué sont inconnus.
Au large de la péninsule de Kola, ce sont 200 navires abandonnés et sabordés qui sont sources de pollution. Sur les rives de l'océan Arctique se trouvent environ 12 millions de barils, souvent remplis de carburant, d'huile et de matières premières chimiques.

## Protection de l'environnement

Carte des pays participants au Conseil de l'Arctique
Membres permanents
Observateurs

En 1991, les huit pays riverains de l'Arctique se rencontrent pour signer la Stratégie pour la Protection de l'Environnement Arctique (en) (Arctic Environmental Protection Strategy, AEPS). Ceci est le premier pas vers la déclaration d'Ottawa, ratifiée en 1996, qui établit formellement le Conseil de l'Arctique, forum traitant notamment du développement durable et de la protection de l'environnement dans l'Arctique. Cette déclaration prévoit la participation des différentes communautés autochtones et des autres habitants de l'Arctique.
Depuis 1988, le Programme des Nations unies pour l'environnement (PNUE) soulignait les principaux problèmes environnementaux liés à l'évolution du climat. Dans l'Arctique ces problèmes sont principalement : la fonte des glaces et le changement climatique, la pollution de l'eau par des déchets d'huile de mers du Nord et chimiques, la réduction des populations d’animaux et les changements dans leur environnement.
Le 28 mai 2008, un sommet ministériel réunit à Ilulissat au Groenland cinq pays riverains de l’océan Arctique qui affirment leur volonté de dépasser leurs différends et de coopérer pour protéger l’environnement de cet océan. À l'issue de la réunion, les ministres et représentants du Canada, du Danemark, des États-Unis, de la Norvège et de la Russie se sont « engagés à prendre des mesures en conformité avec les lois internationales et nationales pour assurer la protection et la préservation du fragile environnement marin de l'océan Arctique ».

## L'océan Arctique dans la mythologie des peuples eurasiatiques
L'océan Arctique symbolise le monde des ténèbres et le royaume des morts dans les peintures mythologiques de certains peuples ouraliens et sibériens (Finno-ougriens, Samoyèdes, etc.). Pour eux l'univers n'est pas vertical, comme dans la mythologie grecque, mais horizontal. Il s'organise autour d'une rivière mondiale : l'océan Arctique. Sa source est issue du monde de la lumière, d'où venaient le printemps et les oiseaux migrateurs apportant l'âme des nouveau-nés dans le monde des humains. Les âmes des défunts partaient en bas de la rivière, dans le royaume des morts.
La mythologie indo-iranienne, et notamment celle du peuple aryen, a conservé quelques échos de contacts avec les civilisations voisines du nord. Certaines montagnes citées dans la mythologie aryenne sont à rapprocher des montagnes de l'Oural. Au pied de ces montagnes se trouvaient l'océan Mondial (probablement l'océan Arctique) et l'île des bienheureux. Dans le Mahâbhârata, il est noté que sur le versant nord du mont Meru se trouve la côte de l'Océan de lait. Selon certains chercheurs, les éléments de cette mythologie ont été empruntés à la Grèce ancienne et transmis aux peuples indo-iraniens via les Scythes, et sont basés sur les mythes des monts Riphées et des Hyperboréens,.
Les évocations de l'océan Arctique en Europe de l'Ouest dans l'Antiquité et au Moyen Âge sont plus vagues et plus mythifiées. Ses côtes étaient considérées comme le bord d'un monde où habitaient différents monstres issus du chaos primitif. Ces légendes ont été évincées dans les traditions russes par des données objectives, la mise en valeur de la région et des contacts fréquents avec la population locale.
Des informations sont également conservées dans la tradition géographique arabe. Au milieu du XIIe siècle, l'explorateur arabe Abu Khamid Al-Garnati s'est rendu dans le Khanat bulgare de la Volga et rapporte avoir entendu parler d'un territoire situé près de « la mer des ténèbres », à savoir les rives de l'océan Arctique.

## Statut légal

Carte topographique de l'Arctique

L'espace arctique n'est pas directement réglementé à l'échelle internationale. Il est fragmenté par différents accords juridiques internationaux, principalement concentrés sur des problématiques environnementales et les diverses législations nationales des pays de l'Arctique. L'océan Arctique est directement adjacent à 6 pays : le Danemark (Groenland), le Canada, la Norvège, la Russie, les États-Unis et l'Islande (qui ne revendique aucun droit de sol sur l'océan Arctique).
Il y a deux différentes manières de distinguer les droits des États riverains de l’Arctique sur le territoire de l’océan Arctique :
- sectorielle : chaque État riverain de l'Arctique possède un secteur de l'océan Arctique lequel prend la forme d'un triangle dont les sommets sont définis en fonction du pôle Nord, et des frontières côtières Est et Ouest de l'État[52] ;
- conventionnelle : chaque État voisin de l’Arctique doit se référer aux règles générales de répartition des droits sur les zones marines établies par la Convention des Nations unies sur le droit de la mer (CNUDM) du 10 décembre 1982[51].

Pour assurer le respect de la CNUDM, la Commission des limites du plateau continental (CLPC) des Nations unies est créée durant cette convention afin d’analyser l’évolution des plateaux du Danemark, de la Norvège et de la Russie. En 2008, ces trois pays, ainsi que les États-Unis et le Canada signent la Déclaration d'Ilulissat dont l’un des principaux objectifs est le blocage de tout « nouveau régime juridique compréhensif international de gestion de l’océan Arctique ». Les cinq signataires se mettent cependant d’accord pour procéder à une coopération à dessein environnemental dans l’Arctique. Ils décident de coordonner leurs efforts dans d’éventuelles futures opérations de sauvetage dans la région.

### Canada
En 1880, la Grande-Bretagne remet officiellement au Canada ses possessions arctiques d'Amérique du Nord par décret confirmé dans l'Imperial Colonial Boundaries Act de 1885. La plupart des îles de l'Arctique canadien sont cependant découvertes au fil des années par des chercheurs américains et norvégiens, une menace pour la souveraineté du Canada dans la région.
Désireux de légiférer rapidement, le Canada est finalement le premier à définir un statut juridique de l'Arctique en 1909. Il s'octroie alors toutes les terres et les îles situées à l'ouest du Groenland, entre le Canada et le pôle Nord.
En 1926, ces droits sont légalement fixés par décret royal et interdisent aux pays étrangers de se livrer à toute activité dans les terres et les îles de l’Arctique canadien sans une autorisation spéciale du gouvernement canadien. En 1922, le pays annonce sa souveraineté sur l’île Wrangel. L’URSS s’oppose à cette déclaration et appose le drapeau soviétique sur l’île en 1924.
En 2015, le Canada déclare posséder : le bassin de drainage de la rivière Yukon, toutes les terres au nord de 60° N, y compris l’archipel arctique canadien, ses détroits et ses baies, et les régions côtières de la baie d’Hudson et de la baie James. La superficie des propriétés polaires du Canada s’élève ainsi à 1,43 million de kilomètres carrés.
En 2007, le Premier ministre canadien, Stephen Harper, décide de renforcer la souveraineté canadienne dans l’océan Arctique. Deux ans plus tard, le Parlement national adopte la « Stratégie pour le Nord du Canada », qui en plus d’une composante politique importante, se concentre sur le développement économique de la région Arctique, avec un accent particulier mis sur la recherche scientifique.
En décembre 2013, le Canada dépose une demande à l’ONU afin d’établir son droit de propriété sur 1,2 million de kilomètres carrés de plateau continental (comprenant le pôle Nord).

### Danemark

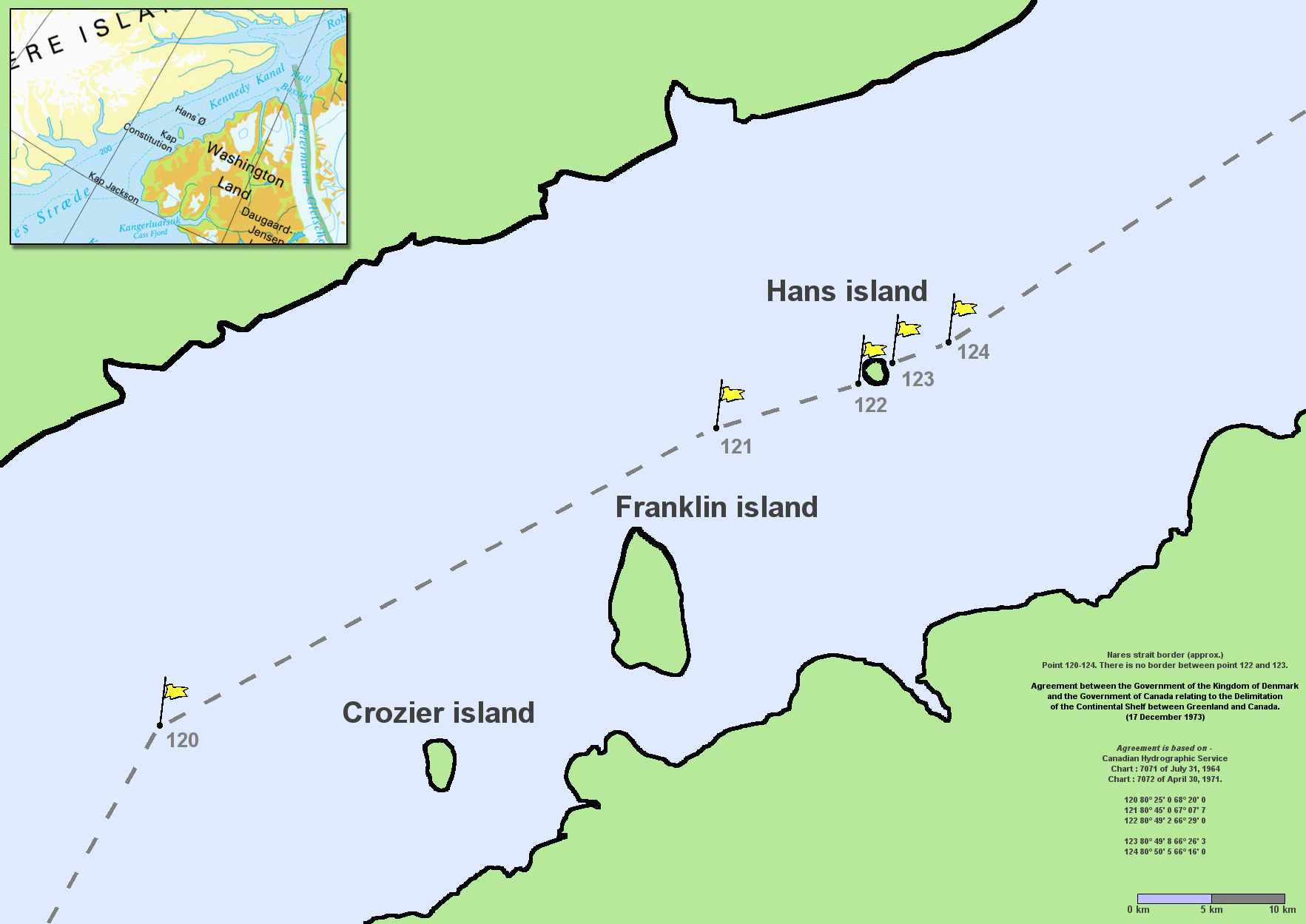
Carte du passage Kennedy et l'île contestée.

En 1993, le Danemark revendique un droit souverain sur le Groenland et les îles Féroé et les inclut dans son espace arctique. Son territoire polaire représente alors 372 000 kilomètres carrés.
Le pays entre ensuite en conflit avec le Canada au sujet de l'île Hans, située au centre du passage Kennedy. Ce conflit a été résolu en 2022 par la division de l'île entre les deux pays.
En 2002, le Danemark présente une demande à l'ONU, réclamant la propriété de 62 000 kilomètres carrés de plateau continental (comprenant le pôle Nord).

### États-Unis

Territoire contesté dans la mer de Beaufort

En 1924, les États-Unis souhaitent ajouter le pôle Nord à leur zone de contrôle dans la région, se référant au fait que le pôle Nord est une extension de l’Alaska. Aujourd’hui, les États-Unis revendiquent le contrôle de la zone située au nord du cercle polaire arctique et au nord et à l’ouest de la frontière formée par la Porcupine, le Yukon et les rivières Kuskokwim, ainsi que toutes les mers adjacentes, y compris l’océan Arctique, la mer de Beaufort et la mer des Tchouktches.
La superficie des propriétés arctique des États-Unis s’élève à 126 000 kilomètres carrés.
Les États-Unis et le Canada se disputent les frontières des pays de la mer de Beaufort. Les États-Unis insistent sur le fait que, selon la loi, le passage du Nord-Ouest fait partie des eaux internationales, contrairement à l’affirmation du Canada selon laquelle il appartient à ses eaux territoriales.
Établie par l’accord de 1990, la frontière maritime entre les États-Unis et la Russie s’étend à travers la mer des Tchouktches et continue vers le sud par la mer de Béring. Cet accord doit encore être ratifié par la Russie, mais il est respecté par les deux parties depuis sa signature.

### Norvège
En 1922, 42 pays signent à Paris un traité établissant la souveraineté norvégienne sur l’archipel de Svalbard. Trois ans plus tard, la Norvège annonce officiellement l’ajout de Spitzberg sur son territoire et établit une zone économique de 200 miles autour de l’archipel, que l’Union soviétique, et plus tard la Russie, ne reconnaît pas. Le 15 février 1957, l’Union soviétique et la Norvège signent un accord concernant la frontière maritime entre les deux pays dans la mer de Barents.
En 1997, les ministres de l’Environnement des États riverains à l’Arctique déterminent ensemble que les propriétés arctiques de la Norvège englobent les zones de la mer de Norvège au nord de 65°N, pour une superficie de 746 000 kilomètres carrés.
En septembre 2010, la Norvège et la fédération de Russie signent le « traité de délimitation maritime et de coopération en mer de Barents et dans l’océan Arctique », qui aboutit à l’affiliation entre les deux pays d’espaces maritimes d’une superficie totale d’environ 175 000 kilomètres carrés.

### Russie
Le statut légal de la zone arctique russe est d’abord défini dans une note du ministère des Affaires étrangères de l’Empire russe, le 20 septembre 1916. Elle déclare la propriété russe de toutes les terres situées sur le prolongement nord du plateau continental sibérien. Un mémorandum est publié le 4 novembre 1924 par le Commissariat du peuple aux Affaires étrangères de l’URSS qui confirme la position de la note de 1916.
Le 15 avril 1926, un décret du Præsidium du Soviet suprême de l’URSS définit le statut juridique des terres arctiques de l’Union soviétique ainsi :
« Sont déclarés territoires de l’Union des Républiques socialistes et soviétiques toutes les terres et toutes les îles, actuellement découvertes ou qui pourront l’être ultérieurement, qui sont situées dans l'océan glacial arctique au nord du littoral de l’URSS et jusqu’au pôle Nord, dans une zone comprise entre le méridien 32° 44′ 35″ Est de Greenwich, lequel passe le long de la partie orientale de la baie de Vaïda, par le point de repère géodésique du cap Kekourek, et le méridien 168° 49′ 30″ Ouest de Greenwich, lequel passe par le milieu du détroit séparant l’île Ratmanov de l’île Krusenstern (archipel des îles Diomède), dans le détroit de Béring, et qui, à la date de la publication du présent décret, ne sont pas reconnues par le gouvernement de l’URSS comme étant territoire d’un État étranger ».
La superficie totale des territoires polaires appartenant à l’URSS s’élève ainsi à 5 842 millions de kilomètres carrés.
En 2001, la Russie est le premier pays à soumettre à la Commission des Nations unies une demande afin d’étendre les frontières du plateau continental Arctique de 1,2 million de kilomètres carrés. Elle réclame les dorsales du Lomonossov et de Mendeleïev. Sa demande est rejetée, car manquant d'informations[réf. nécessaire].